# 로재나 허프먼
로재나 허프먼(영어: Rosanna Huffman, 1938년 8월 12일 ~ 2016년 5월 20일)은 미국의 배우이다.
펜실베이니아주에서 태어났으며 샌타모니카에서 사망하였다.

## 출연 작품
- 스캔들 (1998, Legalese)
- My Brother's Keeper (1995년)
- 꼬마 돼지 베이브 (1995년)
- 크라이스 언허드 - 도나 야클릭 스토리 (1994년)
- Empty Cradle (1993)
- 푸른 골짜기 (1993년)
- 믿을 수 없는 밤 (1992년)
- 스피드 레이서 (1992년)
- 동행 (1991년)
- 진실의 창 (1990년)
- 스트랭글러 (1989년)
- 초능력 슈퍼캅 (1989년)
- 사랑의 행로 (1989년)
- 올리버와 친구들 (1988년)
- 화려한 경쟁자 (1986년)
- 디아더 우먼 (1983년)
- 그날 이후 (1983년)
- 크라임 클럽 (1975년)